# Mordellistena pseudohirtipes pseudohirtipes
Mordellistena pseudohirtipes pseudohirtipes es una subespecie de coleóptero de la familia Mordellidae.

## Distribución geográfica
Habita en Bulgaria.